# 陈荣捷奖学金项目
陈荣捷奖学金项目（英文：W.T. Chan Fellowships Program），又稱陳氏學者獎學金項目，由美国岭南基金会于2001年设立，以紀念著名美籍華裔哲學家陳榮捷。 該項目每年资助若干名符合条件的大學生前往美国加利福尼亞州的社會服務機構實習和接受培訓，每次为期半年。

## 面向院校
- 中山大學
- 嶺南大學 (香港)

## 培訓院校（培訓基地）
加州大學伯克萊分校 Public Service Center （页面存档备份，存于）
加州大學洛杉磯分校 Dashew Center for International Students and Scholars. （页面存档备份，存于）

## 部分實習機構
Community Partners
Asian Pacific Women's Center
Institute for International Education (IIE)
The Museum of Children's Art
Center for Law in the Public Interest  (WLCAC)
Watts Labor Community Action Committee (WLCAC)

## 申請
每年接受所有專業在校本科生和研究生的報名申請（有年級限制）。獲得該獎學金的學生一般具有較爲豐富的實踐經驗，以及能用英語進行有效的溝通（但英語能力並非該項目的主要考察指標）。該獎學金的名額大約在八至十二之間浮動。

## 陳氏學者
獲獎學生又被稱爲陳氏學者（Chan Fellows）。學者應被理解為學習之人而非从事學術研究之人。

## 學習與實習
陳氏學者往返中美的交通費用及在美期間的食宿交通等日常費用一律由陈荣捷奖学金项目支付。陈荣捷奖学金项目會安排陳氏學者寄宿在當地家庭，以加深交流了解。每位陈氏学者都會被安排到非營利機構中實習。一般每週實習四天，學習一天。

## 外部連結
- .   [2008-08-03]. （原始内容存档于2008-08-20）. (中英文網頁)
- . （原始内容存档于2008-08-08）. (英文網頁)
- .   [2008-08-03]. （原始内容存档于2019-08-14）. (Youtube視頻)
- (PDF). （原始内容 (PDF)存档于2008-08-27）. (PDF文件)